# Francine Baron

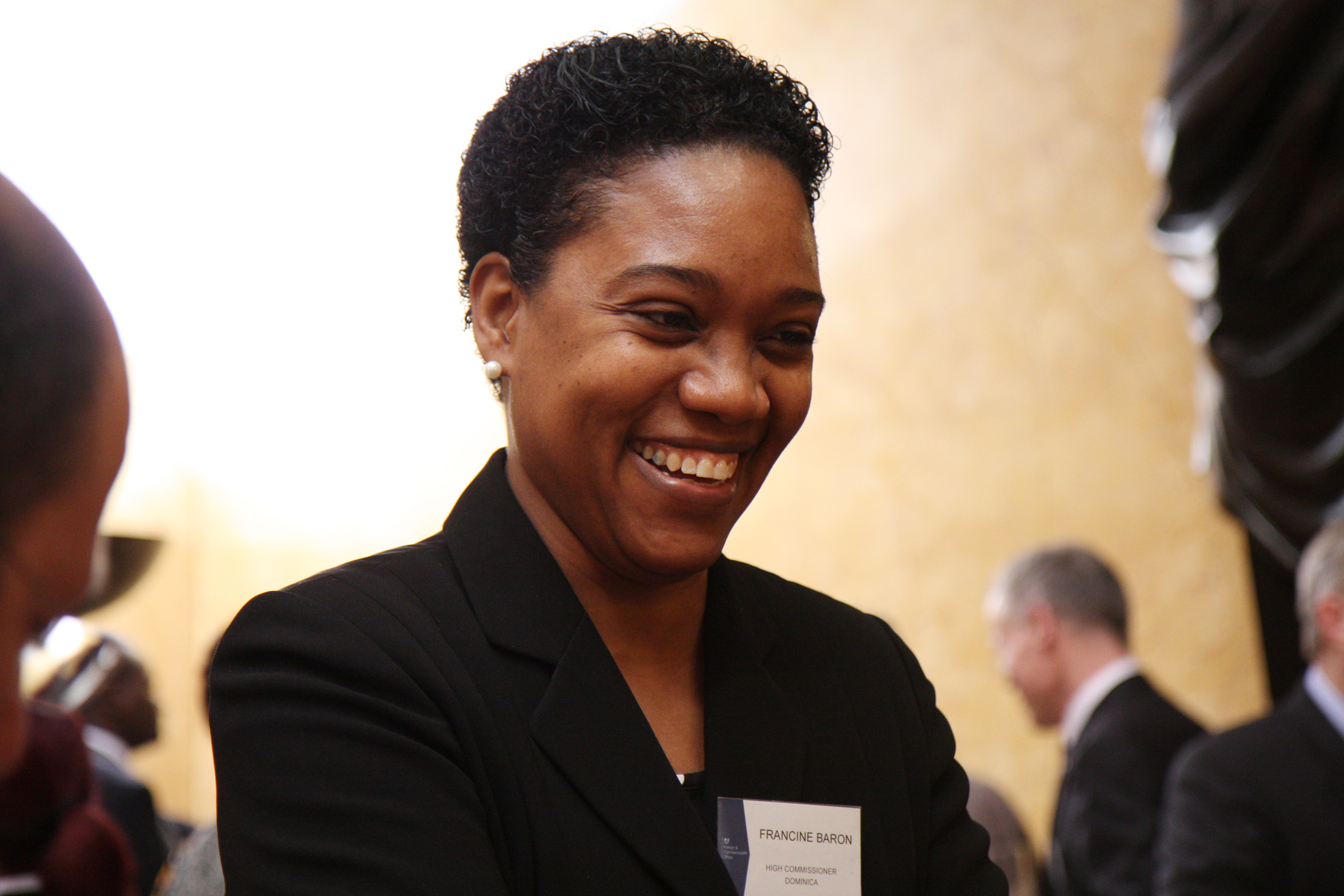
Als Hochkommissarin in London im Februar 2014

Francine Baron ist eine dominicanische Politikerin.

## Leben
Baron besuchte zunächst eine Klosterschule. Später studierte sie ab 1991 an der Holborn School of Law im Vereinigten Königreich. Sie erhielt in der Folge ihre Zulassung als Rechtsanwältin in England und Wales, kehrte aber nach Dominica zurück, um dort ihre juristische Karriere fortzusetzen. 1996 begann sie hier bei de Freitas & de Freitas Chambers. 2005 wurde sie Präsidentin der dominicanischen Rechtsanwaltskammer. Zwischen 2007 und 2010 war sie Attorney General Dominicas. Am 31. August 2012 wurde sie als Hochkommissarin Dominicas im Vereinigten Königreich benannt. Diese Stelle besetzte sie bis Dezember 2014, als sie zur Außenministerin Dominicas ernannt wurde. Im Dezember 2019 verließ sie dieses Amt und Kenneth Darroux folgte.
Baron ist Politikerin der Dominica Labour Party. Sie ist die Tochter des ersten Chief Minister Dominicas Frank Baron.